# Jimmy Dyson
James Middleton Dyson (4 tháng 3 năm 1907 – 2000) là một cầu thủ bóng đá người Anh thi đấu ở vị trí tiền vệ chạy cánh.